# Marco Spoletini
Marco Spoletini (Roma, 13 de abril de 1964) es un montador de cine italiano.
Spoletini se graduó en el Istituto di Stato per la Cinematografia Roberto Rossellini y más tarde se matriculó en el Centro Sperimentale di Cinematografia, donde estudió edición de cine con Roberto Perpignani.
Es conocido por su colaboración con el director Matteo Garrone, con quien ha trabajado desde su primer cortometraje. En 2003 Spoletini ganó el Nastro d'Argento y el Ciak d'oro por su trabajo en los filmes L'imbalsamatore y Velocità massima. Posteriormente también iba a ganar el premio David di Donatello por Gomorra y Dogman, ambas dirigidas por Garrone.